# Вульфсон, Самуил Давыдович
Самуил Давыдович Вульфсон (Семён Давыдов-Вульфсон; 1879, Виленская губерния — 1932, Берлин) — российский профессиональный революционер, член РСДРП с 1902 года.

## Биография
Родился в местечке Олькеники (Трокский уезд Виленской губернии) 4 января 1879 года[по какому календарю?]. В 1894 году окончил Рижское политехническое училище, получив диплом инженера-химика. К революционному движению примкнул в Швейцарии (Винтертур — Цюрих), где учился с 1899 года. В 1902 году вступил в Цюрихскую группу РСДРП и после раскола партии примкнул к большевикам. В 1903 году он оставил учебу и направился на революционную работу в Россию. После полугодовых разъездов в качестве пропагандиста-организатора по югу России, в конце 1903 года вступил в пропагандистскую группу Екатеринославского комитета. После двух арестов зимой 1904—1905 года был вынужден покинуть Екатеринослав и стал работать в Донбассе. При разгроме стачки шахтеров Щербиновского района в 1905 году он был арестован, как один из её руководителей, и до октября 1905 года находился в Луганской тюрьме. Уехал в Самару, где состоя членом Самарского комитета партии, принимал непосредственное участие в издании газеты «Самарская Лука» (псевдоним «С. Давыдов»). После ареста был отправлен для установления личности в Виленскую губернию (место выдачи паспорта), но бежал в Вильну. Через полгода был вновь арестован, после цего эмигрировал в Швейцарию. Оттуда был направлен на подпольную работу в Бакинской организации, был членом Бакинского комитета и организатором в Балаханах, работал в редакции «Бакинского рабочего» (1908).
Заболев туберкулёзом, уехал в Сухум и вскоре вернулся в Вильну, где и был снова арестован. Выслан на два года под гласный надзор полиции в Поставы Дисненского уезда Виленской губернии. В 1911 году на некоторое время отошёл от активной революционной работы, 3 мая 1911 года в местечке Малат женился на Тамаре Акимовне Ривесман (1886—?) — племяннице писателя М. С. Ривесмана. Служил до Первой мировой войны приказчиком на кожевенном складе; во время войны уехал в Москву, поступил на работу в Центросоюз и после Февральской революции был одним из организаторов большевистской ячейки в Центросоюзе. Весной 1917 года он был послан в Крым на хлебозаготовки, где вошёл в состав исполкома Симферопольского совета.
Участвовал в 1-м Всероссийском съезде Советов, после продолжил работать в Москве, где работал в Продкомитете, Центросоюзе и одновременно вёл партийную работу в Лефортовском районе. Был избран от рабочих и служащих Центросоюза в Московский совет.
Накануне Октябрьской революции Вульфсон состоял председателем фракции большевиков Лефортовской районной думы, был членом Совета районных дум; затем принимал руководящее участие в работе ряда продовольственных организаций в Москве.
Летом 1919 года был народным комиссаром продовольствия и торговли Временного рабоче-крестьянского правительства Крымская социалистическая советская республика С падением советской власти в Крыму он вернулся в Москву и был выбран председателем Московского потребительского общества. С конца 1919 года он работал по снабжению армии на фронтах (предопродкомарм VIII армии, зампредопродком юго-западного фронта, предопродком южного фронта). После разгрома армии Врангеля вошёл в состав Военно-революционного комитета Крыма и Крымского областного комитета РКП(б).
По возвращении в 1921 году в Москву стал членом Московского комитета партии и членом Президиума Моссовета. В 1924 году он перешёл на работу во Внешторг (торгпредства в Италии и Австрии). С 1927 года вёл руководящую работу по хлебоэкспорту в Москве.
В 1929 года из-за сильного обострения туберкулёза уехал за границу, где совмещал лечение с работой. Умер в Берлине 18 марта 1932 года.

## Источник
- Вульфсон, Самуил (Семен) Давыдович // Деятели революционного движения в России : в 5 т. / под ред. Ф. Я. Кона и др. — М. : Всесоюзное общество политических каторжан и ссыльнопоселенцев, 1927—1934. — Т. 5, вып. 2. — Стб. 1069—1070.